# Jo Quail
Jo Quail est une violoncelliste et compositrice originaire de Londres au Royaume-Uni. Elle est connue pour jouer le plus souvent en solo, où elle utilise des pédales d'effets et notamment des loopers afin de s'accompagner dans ses performances live, mais elle collabore aussi bien en live qu'en studio avec d'autres groupes de musiques.

## Biographie
Jo Quail a commencé à jouer du violoncelle dès l'âge de six ans. A l'école primaire elle participe à un programme géré par le Center for Young Musicians, dans le cadre duquel des cours de violoncelle et de violon sont proposés aux enfants. D'abord opposée à l'idée de jouer du violoncelle, elle finit par accompagner un ami pour combler un manque dans le groupe de violoncelliste et échapper à d'autres activités scolaires. C'est le début de sa pratique. Elle obtient un diplôme de premier cycle en performance à l'Université de Leeds.
Au début des années 2000, Jo Quail rejoint le groupe londonien Earth Loop Recall, fondé par Ben McLees. Elle participe à l'album Compulsion qui sort en 2003. Avec le guitariste Ben McLees, elle fonde le duo SonVer. Le premier album du groupe, SonVer, sort en novembre 2005. En 2007 SonVer devient un quatuor avec l'arrivée de Ruban Byrne, à la guitare et à la basse, et de Alistair Richardson à la batterie. Le groupe sort l'album Luz Del Abyss en 2008. Jo Quail annonce la fin de SonVer le 13 septembre 2010. Elle commence sa carrière solo la même année. C'est à ce moment qu'elle commence vraiment à se saisir du looper pour ses performances live.
Son premier album solo From The Sea sort en 2011. Comme le reste de sa discographie solo, cet album est autoproduit. C'est un choix délibéré qui permet à l'artiste d'avoir le contrôle de l'ensemble de la production de ses disques.
En 2014, sort son deuxième album solo Caldera.
En 2016 paraît son troisième album solo Five Incantations
En 2017 sort l'album Rosebud collaboration entre Jo Quail, Eraldo Bernocchi et FM Einheit. 
En 2018 sort son quatrième album solo Exsolve.
Pour l'édition 2019 du Roadburn, elle accompagne les performances de Myrkur, dans un set dédié au Folk Scandinave, et de Mono, qui pour fêter ses 20 ans de carrière interprète l'album Hymn to the Immortal Wind dans son intégralité.
En 2020 sort For The Benefit Of All, collaboration entre Jo Quail et T E Morris (ex-Her Name is Calla). Pour l'édition 2020 du Roadburn, elle compose The Cartographer, qui est une œuvre commissionnée par les organisateurs. À la suite des annulations de festival dues à la pandémie de COVID-19 sa prestation est annulée. The Cartographer est joué dans son intégralité à l'édition 2022 du festival. Pour l'occasion elle est accompagnée sur scène de seize musiciens. L'album sort la même année.

## Matériels
Jo Quail possède un violoncelle créé spécialement pour elle. Il a été fabriqué par l'entreprise de lutherie Starfish située à Fort William en Ecosse. Elle utilise aussi le looper BOSS RC600 Loop Station.

## Discographie

### Album Solo
- 2011 : From The Sea
- 2014 : Caldera
- 2016 : Five Incantations
- 2018 : Exsolve
- 2022 : The Cartographer

### Collaboration
- 2017 : Rosebud
- 2020 : For the Benefit of All

### Earth Loop Recall
- 2003 : Compulsion

### SonVer
- 2005 : Sonver
- 2008 : Luz Del Abyss